# Earthbound (album de Bury Tomorrow)
Pour les articles homonymes, voir Earthbound.
Albums de Bury Tomorrow
Runes
(2014) Black Flame
(2018)
Singles
1. Earthbound
Sortie : 1er novembre 2015
2. Memories
Sortie : 6 décembre 2015
3. Last Light
Sortie : 24 décembre 2015

Earthbound est le quatrième album studio du groupe britannique de metalcore Bury Tomorrow sorti le 29 janvier 2016 sur le label Nuclear Blast.

## Fiche technique

### Liste des titres de l'album
Toutes les chansons sont écrites et composées par Bury Tomorrow.
| No  | Titre                               | Durée |
| --- | ----------------------------------- | ----- |
| 1.  | The Eternal                         | 3:24  |
| 2.  | Last Light                          | 3:57  |
| 3.  | Earthbound                          | 3:42  |
| 4.  | The Burden                          | 3:26  |
| 5.  | Cemetery                            | 4:06  |
| 6.  | Restless & Cold                     | 3:33  |
| 7.  | 301 (avec Jamey Jasta de Hatebreed) | 3:19  |
| 8.  | Memories                            | 3:53  |
| 9.  | For Us                              | 3:19  |
| 10. | Bloodline                           | 3:55  |

### Interprètes
- Dani Winter-Bates: chant, screaming
- Mehdi Vismara: guitare
- Jason Cameron: guitare, chœur
- Davyd Winter-Bates: basse
- Adam Jackson: batterie, percussions